# 取柴河镇
取柴河镇，是中华人民共和国吉林省吉林市磐石市下辖的一个乡镇级行政单位。

## 行政区划
取柴河镇下辖以下地区：
昌盛社区、取柴河村、三兴村、大桥村、西大地村、兴隆川村、王家村、小取柴河村、小荒顶子村、四道村、三湾子村、二道河子村、三道河子村、张家街村和桦树村。